# 藤原敏男
藤原 敏男（ふじわら としお、1948年〈昭和23年〉3月3日 - ）は、日本のキックボクサー。岩手県宮古市田老鉱山出身。外国人として初めてムエタイの頂点・ラジャダムナン王者となった。
その戦いぶりはキックの荒鷲と呼ばれるほど激しい攻撃力を持ち、一時代を築いた強豪である。ムエタイ現役王者をノンタイトル戦で現地バンコクでKO勝ちなど何度も勝利していることから、タイ人以外のムエタイ王者としての実績は文句なしにトップである。身長168cm、体重61kg、血液型A型。
引退後は「藤原スポーツジム」で後進の育成や、「ジャパン・マーシャルアーツ・ディレクターズ（JMD）」の理事長をしている。
2020年3月1日、YouTubeで藤原敏男オフィシャルチャンネルを開設し動画配信を開始。

## 来歴
高校時代はテニス部に所属し、卒業後に上京し中央工学校の夜間部で設計の勉強を始める。アルバイトで牛乳配達をするが、配達区域に目白ジムがあった。その縁で目白ジムを見学しているうちにキックボクシングに興味を抱き、1969年7月に目白ジムへ入門した。黒崎健時の指導を受け、目白ジムに住み込みでキックボクシングに専念し始めると、1日10時間年中休みなしの練習漬けの毎日を送った。同年10月1日にプロデビュー。坂井田佳央と対戦しパンチで2RKO勝ち。しかし、タイ人選手相手に立て続けにKO負けしたことで、本格的にキックボクシングに取り組み始める。
1971年11月5日、全日本キックボクシング協会の初代王者決定トーナメントで玉城良光に判定勝ちし優勝。初代ライト級王座を獲得し、新格闘術に転向するまで防衛し続けた。
1972年4月でのタイ遠征を皮切りに、ムエタイの殿堂ラジャダムナン、ルンピニー両スタジアムで本場ムエタイ戦士と対戦。
1974年3月、キックボクシングに転向していた元プロボクシング世界フェザー級王者西城正三と対戦。西城は転向後、16試合15勝1引き分け13KOと連勝街道を突っ走っていた。世紀の一戦とマスメディアも煽り立てたこの試合は、1Rから西城がパンチ中心で攻めるのに対し、藤原はパンチ・蹴りと上下に散らし、バランス良く攻める。2Rから藤原の攻めにスピードが乗りヒットし始めると、西城の攻めは空振りが目立ち始める。3Rに入り、西城が一方的に攻められる状態になり、KOなるかの直前に西城陣営からタオルが投げ込まれ、試合を棄権。藤原のTKO勝ちとなった。詳細は藤原敏男 対 西城正三戦を参照。同年11月26日、東京体育館でBBTVライト級タイトルマッチでジャイディ・ピサラヌンチャン（ラジャダムナン・ライト級王者）と対戦したが4度のダウンを喫し、判定負けした。
1975年、左脛を28針縫う手術し引退を囁かれたが、復帰を果たす。このとき45日間入院したが、退院して3日後、皇居マラソンをやり、5キロメートルを23分ぐらいで走った。決して速いタイムではないが、28針縫って48日間も寝ていた体で走りきる常識では考えられないことをやり遂げた。
1977年4月7日、タイのラジャダムナン・スタジアムでチャラポン・ソータイ（ライト級王者）と対戦。1Rで藤原が右肘打ちを出し、お互いがもつれあいになり、両者倒れた。右肘打ちがリングに倒れる前か後かで判断が分かれたが、ムエタイはダウン以外でも倒されるのはマイナス評価を受ける競技であり、倒れる方が悪いと判断され、藤原はムエタイの歴史上初めて現役王者を破るという快挙を為し遂げ、外国人として初偉業を成し遂げた。
1978年3月8日、後楽園ホールでモンサワン・ルークチェンマイに4RKO勝ちし、ラジャダムナン・スタジアムライト級王座を獲得し、ムエタイ史上初の外国人王者となった。同年6月7日、シープレイー・ガイソンポップ（ルンピニー＆ラジャダムナンライト級1位：タイ）と対戦し判定負け。黒崎健時や日本のマスメディアは、タイ側のホームタウンディシジョン判定であると主張している。
1979年10月30日、シープレイー・ガイソンポップ（ルンピニー＆ラジャダムナンライト級統一王者）と王座決定戦を行い7RKO勝ちし、黒崎健時が興した「新格闘術」の世界ライト級王者になる。同年には梶原一騎総指揮の映画にも出演している。また、梶原原作の劇画「四角いジャングル」にも重要人物として頻繁に登場した。
1983年2月に引退し、その後、長い間キックボクシングには関わらなかったが、1997年に「藤原スポーツジム」を設立し、指導を始める。
2010年に発足される立ち技系格闘技のコミッション組織「ジャパン・マーシャルアーツ・ディレクターズ（JMD）」の理事長に就任した。
2024年1月　国際真武術連盟　龍魂会二代目会長に就任。

## 人物
師匠が語る
黒崎健時は次のように評している。
| 「 | 藤原が入門してきた時は痩せていて、おっとりしていて、何のへんてつもない奴で、こいつはモノになるだろうかと思ったほどだ。ただ真面目で、人間が素直ではあった。その時に感じた藤原の長所といえば、勘の良さとキックに向いた身体つきである。手と足を自由自在に使いこなさなければならないキックボクシングでは、瞬間的な判断力、すなわち勘がもっとも大切なのである。そして藤原は、実に素直な人間である。意見を言った時、口先だけでわかりましたと言い、内心そんなことできるかと思う奴と、私の立場になっていったことを本当に理解出来る者とがいるが、その点藤原は素直に私の意見を聞き入れる。だから選手生活も長く、世界チャンピオンになれたのだろう。 | 」 |

ケンカ
リングを降りた藤原は、東北人らしい寡黙で真面目な性格である。その一方で佐山聡は
| 「 | 路上のケンカといえば、藤原敏男先生。彼が掣圏道のモデルです。チャンピオンの技をケンカに有効活用されてますよ、徹底的に（笑）。一般的に格闘技をやったからこそ、技術的にケンカが強いということは確かにあります。しかし、多くの格闘家がリング上は競技ですから非常に精神力が強いということですけど、一般社会に出て精神力が強い人はあまりいないですよ。藤原先生は両方ありますね。 | 」 |

と藤原がリングの上でも路上でも強かったことを証言している。
そのほかにも新宿で10人倒したとか、銀座で言い争いになって6人倒したとか逸話があり、その話の続きで
- 舟木昭太郎[注釈 1]「ある大学の柔道部の奴を滅多打ちにしたって話。ローキックから始まって、最後はハイキックで（笑）」
- 藤原敏男「そういうことは・・・。俺も警視庁で暴れているけどね」
- 吉田豪「あ、その話も佐山さんから聞きましたよ。さんざん暴れて黒崎先生の奥さんがもらい下げに行ったら、刑事の机の上に乗ってたって（笑）」
- 藤原「それ、丸の内警察署ね」
- 吉田「藤原先生が『おまえら間違ってる』って警官を叱り飛ばしたらしいですけど、何があったんですか？」
- 藤原「それは南千住警察署の話」
- 吉田「いろいろ出てきますね」
- 藤原「あのときはウチの選手のことを警察が泥棒扱いしたことを飲んでる時に思い出したから、『よし、今から警察署に乗り込むぞ！』って。それで「うちの選手を捕まえた担当者をだせ、コラ！」って机をバンバン叩いて怒鳴り散らしてたら、防弾チョッキを着た機動隊がいっぱい集まってきちゃってさ（笑）」
- 舟木「それは実際、間違いで、向こうが謝ってケリついたんでしょう？」
- 藤原「だから『さ、帰ろうか』って」

もっとも藤原は、佐山の方が喧嘩っ早いと言っている。
現役時代の体格
| - 身長・168.0センチメートル - 視力・左右1.2 - 肺活量・6,000立方センチメートル - 握力・左右40.0キログラム - 胸囲・94.0センチメートル - 腕の太さ・29.5センチメートル | - リーチ・54.0センチメートル - ウエスト・69.0センチメートル - ヒップ・93.0センチメートル - 垂直跳び・100センチメートル - 股下・76.0センチメートル - 足・26.0センチメートル |

## ファインティングスタイル
変則的な攻め方
藤原はオールラウンドプレーヤーであり、パンチ・キックともあらゆる面において優れていた。ただ、攻め方が変則的であった。独特なリズムを持ち、前へ横へと軽快なフットワークを用い、相手の虚を突いて一気に中に飛び込んで攻撃していくタイプである。中に入ってくるかと思えば横へと移動し、横へ動くかと思うといきなり飛び込んでくるので、対戦相手にとっては非常に掴まえにくく、やりにくい。
ヒット・アンド・アウェータイプの選手は、一度掴まえれば脆さが露見する場合が多いのだが、藤原は打ち合い蹴り合いに関しても、決して引けをとらない。藤原もこの独特のフットワークを自分のものにする以前は、真正面から、それも強引にパンチ・キックで勝負してきた。その基礎がしっかりしていてこそ、初めてこの変則的な攻めが成功していた。
パワーあふれるキック
堂々と一歩も下がらず攻防する中でパンチ・キックを繰り出す。どちらが得意かといえばキックだろう。藤原の回し蹴りは、腰の回転を充分に使ったまるでムチのような力強いシャープな蹴りである。右・左と伸びのある強力なキックを連続して攻撃していくときなど、ダイナミックこの上ない。藤原が強力な蹴り技を身につけたのも、打倒ムエタイを目指し、強力なタイ人の蹴りと互角に戦えるよう鍛えていったからにほかならない。毎日1時間ぶっ通しでサンドバッグを蹴り続け、また大きなタイヤでスネを鍛えたり、宇都宮から東京まで100キロメートルの道を走るなど、超人的な鍛錬を積み重ねたのである。
藤原の師、黒崎健時の命により「手（パンチ）を使ってはならぬ」という、蹴りだけの試合も行ったことがある。常に蹴りの間合いでだけで戦えるものではない。相手も必死で攻撃してくるのだから、パンチの距離に入ってきた時など、手を使えない闘いほど大変なものはない。藤原は蹴って、蹴って、蹴りまくった。結果は4RKO勝ち。「この試合ほど疲れた試合はなかった」と藤原は語る。だが、このような試合をこなしてこそ、藤原の強力な、なおかつバランスの良いキックが完成していったのである。
一発KOパンチ
キックのパワーを身につけた藤原は、タイのチャンピオンクラスを倒すには、正確な、パワーあるパンチを身につけなければならないことに行き詰る。今度は徹底的にパンチを練習し、一発で相手を仕留めるスピード・パワー・タイミングと三拍子揃った強力なパンチをマスターして一発KO勝ちを続ける。全日本ライト級タイトルマッチで鈴木勝幸と戦ったとき、鈴木に追い込まれながらも右アッパーカット一発で、逆転KO勝ちを収めた強力なワンパンチは印象に深い。
戦術
見た目は八方破れ的な攻撃方法だが、藤原なりに計算を立てた上での変則的な方法である。独特のステップを用い、相手のリズムを崩して強引に自分のリズムで試合を運ぶ。相手の中へ飛び込み、引っかき回しては攻め、また引っかき回しては攻めるのである。一度藤原の術中にハマってしまうと、相手はどう攻めていいのか、いつ攻めていいのかわからず、藤原に触ることもできずに、ただパンチとキックに耐える一方という試合展開になる。
また、藤原は、
- 対角線上の攻撃

右ローキックから左ハイキックや右ハイキックから左ミドルキックなど攻撃技が対角線になるように攻めること
- 上下に技をちらす

左ジャブから右ローキック、右ストレートから左ボディブローのような攻撃をすること
- 縦横のコンビネーション

前蹴りと回し蹴りと組み合わせることで縦横の攻撃にすること
以上3つの基本パターンを複合的に何通りにも組み合わせ、スピードの変化に伴う攻撃を生み出し、そしてその底に潜む無限な力強い精神力が大試合で常に感動を呼んでいた。

## 練習メニュー
朝の練習
- ロードワーク・10〜15キロメートル[注釈 4]
- 縄跳び・ストレッチ・1時間
- シャドーボクシング・1時間

昼の練習（11時〜15時まで自主トレ）
- サンドバッグ叩き
- フットワークを鍛えるため、つま先だけで移動
- 各技を反復練習

夜の練習（18時〜23時まで）
- 通いの練習生とスパーリングを21時まで
- 21時以降は曜日毎に変えて講道館で柔道・拓大レスリング部・角海老ジムでボクシングと出稽古に行く[注釈 5]

## 逸話
幻の対決
当時ボクシング世界王者のガッツ石松が「キックはシャモの喧嘩だ」と馬鹿にした発言をした。これに藤原は激怒し、ガッツとの対戦を熱望したこともある。それも「キックなしルールで構わない」と言い切り、ガッツを逆に挑発した。
黒崎健時と舟木昭太郎の話では、
- 黒崎「もともと東京スポーツの永島勝司（現「背広レスラー」）が煽ったんだよ。それでガッツと会って『ファイトマネーいくらがいいか？』『500くれ』『いいよ』『2,000なら？』『いいよ』って、こちらがあんまり簡単に言うからビビっちゃったんだよ。『これはホントにやるんだったら困るなって』。ガッツ、謝りにきたよ」
- 舟木「あのときサバサバしてたね」
- 黒崎「だから逃がしてやったんだもん。じゃなかったら、今のガッツはなかったよ。『徹底的にやっちまえ』となってたからね。あのときは、ガッツが逆立ちしても勝てなかったよ」

と、結局ガッツ側は藤原の挑戦を受けずにこの騒動は終わった。
ベニー・ユキーデ
藤原敏男と同時代に活躍したベニー・ユキーデとの対戦は何度も関係者でマッチメイクが交渉されたが、ユキーデ陣営の肘打ち、膝蹴りの禁止要望が強く、このことがネックとなり、ついに対戦は実現しなかった。黒崎健時は同じ目白ジムの岡尾国光が既にユキーデ陣営の主張する条件で試合したのだから、今度はこちらの条件で試合すべきだと主張したがユキーデ陣営は拒否し続けた。ユキーデはムエタイの選手と1試合行っているが「その時に肘、膝の攻撃防御に苦労したトラウマがあるのではないか」という関係者の話や、ゴング格闘技の編集長である舟木昭太郎も「藤原君とやらせようとしたけど、最終的に逃げてしまった。黒崎道場にユキーデとユキーデの兄貴が見学に来て、黒崎師範は『スパーリングやる』って声かけたんだけど、藤原君が蹴るのを見てたら、兄貴が『もう帰ろう』と言い出した（笑）。黒崎師範は木刀持って立ってるしね」と証言している。
家族
子供はタレントの藤原倫己（元・韓国アイドルグループA'st1（エースタイル）メンバー）ナックファイブ手賀沼ジュンのウナンサッタリパンツ内でも紹介された。

## 主な門下生
- 佐山聡
- 小林聡
- 三州ツバ吉
- 中村高明
- 前田尚紀
- 山本真弘

## 戦績
プロキックボクシング（ムエタイ含む）: 141戦 126勝 99KO 13敗 2引き分け

## 著書＆参考文献
- 『真剣勝負論―戦いの真実』　辰巳出版、1998年（平成10年）、ISBN 978-4886413536

## 映画
- 『格闘技世界一 四角いジャングル』　三協映画、1978年（昭和53年）
- 『激突! 格闘技 四角いジャングル』　三協映画、1979年（昭和54年）
- 『新☆四角いジャングル 虎の紋章』 （2010年、本人役）
- 電エースカオス（2023年12月22日、エクストリーム）[9]

## ビデオ
- VHS　「ゴング格闘技」『ムエタイの頂点を極めた男 - 藤原敏男』　日本スポーツ出版社、ISBN 4-930943-27-2 C0875

マニー・ジョンストン（アメリカ）戦、中村省三戦、センシン・ベッチャタヌーン（タイ）戦、足立秀夫戦を収録。※足立戦のみ実況なし。
- VHS　「ゴング格闘技」『藤原敏男 - ムエタイ制覇への道 - Vol1 - 敵地でついに現役王者を倒す』　日本スポーツ出版社、ISBN 4-930943-48-5 C0875

ムンチョン・ジラパン（タイ）戦、シリモンコン・ルークシリパット（タイ）戦、チャラポン・ソータイ（タイ）戦を収録。※ムンチョン戦のみ実況なし。
- VHS　「ゴング格闘技」『藤原敏男 - ムエタイ制覇への道 - Vol2 - 荒鷲がムエタイの頂点に立った日』　日本スポーツ出版社、ISBN 4-930943-49-3 C0875

モンサワン・ルークチェンマイ（タイ）戦、ソーポンサック・ソーホーヨー（タイ）戦、ワンナロン・ピラミッド（タイ）戦、シープレイー・ガイソンポップ戦を収録。
- VHS　「ゴング格闘技」『藤原敏男 - ムエタイ制覇への道 - Vol3 - 西城 敵前逃亡の大混乱』　日本スポーツ出版社、ISBN 4-930943-50-7 C0875

土谷亮（山田）戦、鈴木勝幸（相模ジム）戦、中村省三（目黒）戦、西城正三（協栄P）戦を収録。
- VHS　「ゴング格闘技」『藤原敏男 - 蹴撃のテクニック（基本編）』（実技/藤原敏男、解説/黒崎健時）　日本スポーツ出版社、ISBN 4-930943-05-1 C0875

- VHS　「ゴング格闘技」『藤原敏男 - 蹴撃のテクニック（実践編）』（実技/藤原敏男、解説/黒崎健時）　日本スポーツ出版社、ISBN 4-930943-06-X C0875

- DVD　『キックの鉄人 - 外国人初ムエタイ王者-藤原敏男』　UPPER（アッパー）

ムンチョン・ジラパン（タイ）戦、シリモンコン・ルークシリパット（タイ）戦、チャラポン・ソータイ（タイ）戦、西城正三(協栄P)戦、モンサワン・ルークチェンマイ（タイ）戦、シープレイー・ガイソンポップ戦を収録。※ムンチョン戦のみ実況なし。

## テレビ番組
- サタ☆スマ（フジテレビ）

香取慎吾のレギュラーコーナー『怒られ侍』に出演。